# Festival du livre de Colmar
Pour les articles homonymes, voir  Foires du livre.
Le Festival du livre de Colmar ou anciennement "Salon du livre de Colmar" est une manifestation littéraire, organisée chaque année en novembre à Colmar. Il a été fondé par Patrick Richardet, auteur d'une douzaine d'ouvrages. Ce passionné du livre  et de poésie a organisé lui-même ce grand événement culturel et artistique en 1990 et 1991.

## Historique
Rétrospective avec les faits marquants et les auteurs les plus connus.
- 1990 : 1re édition au Koïfhus, monument historique situé au cœur de la ville. Invité d'honneur : Plantu, dessinateur de presse et caricaturiste au journal Le Monde.
- 1991 : la deuxième édition s'enrichit avec des écrivains nationaux. Invités : l'écrivain Martin Gray et la romancière Jeanine Boissard.
- 1992 : arrivée des sociétés savantes, éditeurs et associations humanitaires.
- 1994 : déménagement au Parc des expositions[1].
- 1995 : naissance du Salon du livre jeunesse. Invités : Tomi Ungerer et les Oulipiens Jacques Jouet et Paul Fournel.
- 1996 : 1re édition thématique. Pef et "l’humour dans la littérature".
- 1997 : les «Voyages» avec Claude Lapointe.
- 1998 : le «roman policier» avec Didier Daeninckx, Pierre Pelot, Patrick Raynal, Yvan Pommaux et Jacques Tardi.
- 1999 : la 10e édition célèbre «les histoires d’amour» avec Serge Bloch. Patrick Raynal en résidence à Colmar publie Melancolia, une nouvelle inspirée d'une gravure de Dürer.
- 2000 : «Demain, le meilleur des mondes ?», en présence d’Albert Jacquard, Sophie Cherer et Franck Pavloff. Plantu signe la lithographie.
- 2001 : présence de Jacques Rouxel et création d' une lithographie d'Albert Uderzo. "À vos marques, Prêts ? Dictée !" réunit pour la première fois 400 collégiens et lycéens.
- 2002  : «Les héros se livrent à Colmar», Michel Quint en résidence écrit La Dédicace. Avec l’académicien Pierre Léna, Anne-Marie Pol, Brigitte Coppin, Mohamed Kacimi, Christian Voltz, Arnaud Cathrine, Jean-Marie Laclavetine.